# Bathyraja aleutica
Espèce
Statut de conservation UICN

 LC  : Préoccupation mineure
Bathyraja aleutica est une espèce de raies de la famille des Arhynchobatidae.

## Description
Bathyraja aleutica est une raie dont la taille peut atteindre 161 cm.

## Distribution
Bathyraja aleutica se rencontre au Canada, aux États-Unis, au Japon et en Russie.

## Taxonomie
Le nom valide complet (avec auteur) de ce taxon est Bathyraja aleutica (Gilbert, 1896).

### Étymologie
Son épithète spécifique, aleutica, fait référence à sa localité type, les îles Aléoutiennes (et plus précisément l'île Sanak en Alaska).

### Synonymie
L'espèce a été initialement classée dans le genre Raja sous le protonyme Raja aleutica Gilbert, 1896. Bathyraja aleutica a pour synonymes :
- Breviraja aleutica (Gilbert, 1896)
- Raja aleutica Gilbert, 1896

## Publication originale
- (en) C.H. Gilbert, « The ichthyological collections of the steamer Albatross during the years 1890 and 1891 », United States Commission of Fish and Fisheries, Report of the Commissioner, États-Unis, vol. 19, no 6,‎ 1896, p. 393-476.